# Tramvajčica
Tramvajčica je naslovni literarni lik kratke sodobne pravljice, ki jo je napisal Niko Grafenauer.

## O avtorju
Niko Grafenauer se je rodil 5. decembra 1940 v Ljubljani. Študiral je primerjalno književnost in literarno teorijo na Filozofski fakulteti, kjer je leta 1969 tudi diplomiral. Bil je urednik za otroško leposlovje pri založbi Mladinska knjiga, glavni urednik revij Problemi ter časnika Ampak in glavni urednik in direktor založbe Nova revija Arhivirano 2008-12-24 na Wayback Machine.. Napisal je več pesniških zbirk za odrasle in za otroke. Med najbolj znane sodi pesniška zbirka Pedenjped. Je pesnik, esejist, urednik in prevajalec.

## Vsebina pravljice
Pravljica Tramvajčica pripoveduje o deklici, ki ne želi odrasti, zato se odpravi s tramvajem na potovanje, saj želi najdi sama sebe in postati samostojna. Tramvajčica jo pomenuje zajček Begajček, saj vozi zeleni tramvaj. Na svojem potovanju Tramvajčica spozna nove prijatelje, s katerimi deli nove izkušnje. Na koncu potovanja se Tramvajčica odloči, da ne želi biti več Tramvajčica, saj je to delo zanjo preveč naporno in si želi nazaj postati običajno dekle.

## Analiza pravljice
Pravljico lahko  interpretiramo na več načinov:
- Pravljica govori o deklici, ki je morala prehitro odrasti in odditi v službo.
- Pravljica govori o sanjah deklice.
- Pravljica govori o deklici, ki želiti najti sama sebe, medtem ko potuje po neznanem svetu.

Kraj in čas dogajanja: Književno dogajanje je postavljeno v času nekega popoldneva in v deželi Paraloniija, deželi zgrajeni iz samih loncev.

## Predstavitev književnih oseb
Glavne književne osebe:
- Tramvajčica: deklica, ki vozi tramvaj in ne želi odrasti. Ima svoje sanje, kako prepotovati svet, želi raziskovati nove stvari in spoznavati nove osebe. Tramvajčica je odločna in zelo pogumna za svoja leta.

 Stranske književne osebe:
- Sončni zajček Begajček
- Peresnik Perogris
- Čopič Špicpankelj
- Slušalka in Halouhec
- Obzorni stražnik
- Milojka

## Tramvajčica kot lutkovna igra
PredstavilI so jo v lutkovni igri. Premiera Tramvajčice je bila leta 1991 v Lutkovnem gledališču Ljubljana.
- Avtor:  Grafenauer Niko
- Režiser: Milčinski Matija
- Likovna zasnova: Varl Breda  Varl Breda
- Avtor glasbe:  Strniša Gregor
- Dramaturg: Loboda Matjaž
- Lektor: Faganel Jože